# Bertil Lindblad
Bertil Lindblad (Örebro, 26 november 1895 – Saltsjöbaden, 25 juni 1965) was een Zweedse astronoom.
Lindblad studeerde aan de universiteit van Uppsala, waar hij na zijn promotie in 1920 docent werd. In 1927 werd hij hoogleraar en directeur van het Stockholms Observatorium. 
Zijn belangrijkste bijdrage aan de astronomie was de theorie over de differentiële rotatie van sterrenstelsels. Door de schijnbare beweging van sterren in de Melkweg te bestuderen kwam hij tot de conclusie dat de buitenste delen van de Melkweg een kleinere hoeksnelheid hebben dan de binnenste delen. Deze theorie werd in 1927 bevestigd door Jan Hendrik Oort.
Lindblad was van 1948 tot 1952 president van de Internationale Astronomische Unie en ontving in 1954 de Bruce Medal. Naar hem zijn de Lindblad krater op de maan genoemd en de planetoïde 1448 Lindbladia.
Zijn zoon, Per Olaf Lindblad, was eveneens hoogleraar astronomie en directeur van het Stockholms Observatorium. 